# Zanthoxylum anadenium
Zanthoxylum anadenium är en vinruteväxtart som först beskrevs av Urb. & Ekman, och fick sitt nu gällande namn av Jimenez. Zanthoxylum anadenium ingår i släktet Zanthoxylum och familjen vinruteväxter. Inga underarter finns listade i Catalogue of Life.